# Fortin du P'tit Sault
Le fortin du P'tit Sault (ou fort Madawaska) est un blockhaus du Nouveau-Brunswick (Canada) situé à Edmundston. Il a été construit en 1841 dans le but de définir les positions britanniques lors de la guerre d'Aroostook.
|  |